# تيموثي لواو كاباروت
تيموثي لواو كاباروت (مواليد 9 مايو 1995) هو لاعب كرة سلة فرنسي يلعب في مركز مدافع مسدد الهدف أو لاعب هجوم صغير الجسم في نادي أتلانتا هوكس.

## روابط خارجية
- تيموثي لواو كاباروت على موقع الاتحاد الدولي لكرة السلة (الإنجليزية)
- تيموثي لواو كاباروت على موقع إن بي أي (الإنجليزية)
- تيموثي لواو كاباروت على موقع سبورتس رفرنس (الإنجليزية)
- تيموثي لواو كاباروت على موقع كرة السلة الأوروبية.كوم (الإنجليزية)
- تيموثي لواو كاباروت على موقع DraftExpress.com (الإنجليزية)
- تيموثي لواو كاباروت على موقع إي إس بي إن.كوم (الإنجليزية)
- تيموثي لواو كاباروت على موقع ريلجم (الإنجليزية)
- تيموثي لواو كاباروت على موقع بروبوليرز (الإنجليزية)
- تيموثي لواو كاباروت على موقع سبورتس رفرنس (الإنجليزية)
- تيموثي لواو كاباروت على موقع سبورتس رفرنس (الإنجليزية)